# Donji Muć
Donji Muć – wieś w Chorwacji, w żupanii splicko-dalmatyńskiej, w gminie Muć. W 2011 roku liczyła 590 mieszkańców.